# Pistolet maszynowy Steyr MPi 69
Steyr MPi 69 – austriacki pistolet maszynowy kalibru 9 × 19 mm.

## Historia konstrukcji
Prace nad pierwszym powojennym pistoletem w Austrii rozpoczęły się w drugiej połowie lat sześćdziesiątych. Pierwszy projekt autorstwa inż. Mosera został dopracowany przez Hugo Stowassera. Po próbach rozpoczęto w zakładach Steyr Daimler Puch AG produkcję nowej broni przyjętej do uzbrojenia armii austriackiej jako Maschinenpistole Mpi 69. Pierwsze partie nowego pistoletu maszynowego zostały dostarczone w 1971 roku.
Steyr MPi 69 ma komorę zamkową ze stali i komorę spustową z polimeru. Nietypową cechą jest brak rękojeści napinania zamka. Jej rolę spełnia napinacz, do którego przypięty jest przedni koniec pasa nośnego.
Na początku lat osiemdziesiątych rozpoczęto produkcję pistoletu maszynowego MPi 81, będącego modernizacją MPI 69. Posiada on konwencjonalną rękojeść napinania zamka. Zastosowano też w nim lżejszy zamek, co zwiększyło szybkostrzelność.

## Opis konstrukcji
Pistolet maszynowy MPi 69 jest bronią samoczynno-samopowtarzalną. Automatyka broni działa na zasadzie odrzutu zamka swobodnego. Broń strzela z zamka otwartego. Mechanizm spustowy z możliwością strzelania ogniem pojedynczym i seriami. Broń nie posiada przełącznika rodzaju ognia, zastosowano dwuchodowy mechanizm spustowy (krótkie ściągnięcie spustu na drodze ok. 10 mm powoduje oddanie strzału pojedynczego, przy długim ściągnięciu spustu broń strzela ogniem ciągłym). Zasilanie z magazynków 25 i 32-nabojowych dołączanych do gniazda w chwycie pistoletowym. Przyrządy celownicze składają się z muszki i celownika przerzutowego (nastawy 100 i 200 metrów). Kolba wysuwana (wykonana z odpowiednio wygiętego pręta).